# Ли-Голди, Томас
Томас Ли-Голди (1807, Дуглас — 5 ноября 1854, Инкерман, Бахчисарайский район) — бригадный генерал британской армии. Командовал 4-й дивизией в Крымскую войну. Погиб в ходе Инкерманского сражения.

## Биография
Родился на острове Мэн в семье генерала Александра Джона Голди и Изабеллы Таубман.
Ли-Голди был назначен энсином в 66-й (Беркширский) пехотный полк в июне 1825 года. Он был отправлен в Канаду в 1827 году и участвовал в боях при подавлении восстаний 1837–1838 годов.
Получив звание подполковника, он стал командиром 57-го (Западный Миддлсекс) пехотного полка примерно к 1840 году . В Крымскую войну получил звание бригадного генерала. Он командовал 1-й бригадой 4-й дивизии.
Участвовал битве при Инкермане 5 ноября 1854 года. После того, как командир дивизии генерал-лейтенант сэр Джордж Кэткарт был убит в бою, Ли-Голди стал исполняющим обязанности командующего 4-й дивизией. Вскоре он также был смертельно ранен и вскоре умер.
Он был похоронен в Крыму. Мемориал, состоящий из русской пушки на каменном постаменте, был установлен в церкви Святой Марии в Дугласе на острове Мэн, недалеко от его дома в Брэддане.